# 齋藤利治
齋藤利治（1541年?—1582年6月21日），日本戰國時代至安土桃山時代的武將。父親是齋藤道三。通稱新五郎、新五。名諱是長龍、利興；而在『龍福寺文書』、『宇津江文書』中記載是利治，被視為正確。

## 生平
在天文10年（1541年）期間出生，家中末子。父親道三是美濃國的戰國大名。長良川之戰後，在織田信長的幫助下，繼承齋藤家，領地變成一所懸命之土地。在元服後，改名為利治，以信長的近侍身份，數度立下武功（『總見記』、『富加町史下卷』）。
永祿8年（1565年）8月，與佐藤忠能等人一同攻陷岸信周的堂洞城（堂洞合戰）（『堂洞軍記』）；同年9月，攻陷長井道利的關城（關加治田合戰）。忠能的兒子忠康在進攻堂洞城時戰死，於是成為忠能的養子。永祿10年（1567年），在忠能隱居後，成為加治田城城主（『堂洞軍記』）。永祿8年（1565年）11月1日，受信長賜予武儀郡至加茂郡等13所合計2千1百8十4貫文（『備藩國臣古証文』）。哥哥利堯成為加治田城留守居（『堂洞軍記』）。
永祿11年（1568年），在進攻近江國的六角氏（六角義賢）時參戰。永祿12年（1569年），在大河內城之戰中，加入北方進擊軍，織田軍攻下伊勢國一圓（『信長公記』）。元龜元年（1570年）6月，參加進攻小谷城，與森可成、坂井政尚等人一同攻擊支城雲雀山城，火攻街町（『信長公記』）。同年6月，在姉川之戰中從軍。9月，在石山合戰爆發後，與稻葉一鐵、中川重政一同進入信長下令築起的樓之岸砦，並死守城砦（『信長公記』）。
元龜3年（1572年）4月，在三好義繼與松永久秀父子共謀，並與畠山昭高敵對後，與柴田勝家等人一同攻圍三好松永軍的交野城（『信長公記』）。
元龜4年（1573年），參與攻擊高屋城。同年7月，在填島城之戰中，與安藤守就等人成為先手，攻擊足利義昭死守的槙島城。同年，與織田三郎五郎、林秀貞一同死守志津、丘海、山中三城，與淺井氏對陣（『信長公記』）。在一乘谷之戰、小谷城之戰中亦有從軍（『富加町史下卷』）。
天正2年（1574年），參與鎮壓伊勢長島一向一揆（『信長公記』）。同年2月，為了阻止武田勝賴侵攻東美濃，與信長的嫡男信忠率領的蜂屋賴隆、河尻秀隆、森長可、佐藤秀方等人從軍（岩村城之戰）。天正4年（1576年），信忠受信長讓予織田家家督和美濃國、尾張國，並成為岐阜城城主，在成為濃姬的養子前後，擔任信忠的側近（重臣）。
天正5年（1577年），與瀧川一益、羽柴秀吉、丹羽長秀一同跟隨柴田勝家進攻北國（手取川之戰）（『信長公記』）。天正6年（1578年）10月，被派遣前往越中國支援神保長住，並進入太田本鄉城，在月岡野之戰中，擊破河田長親率領的上杉軍（『信長公記』），受信長、信忠賜予感狀。在此時的攝津國，織田信忠隊的加茂砦被荒木村重夜襲，受到信長指示立即從越中國撤退，並返回本國。在有岡城之戰中，率軍勇戰。
天正10年（1582年）6月1日，與信忠一同為了協助羽柴秀吉進攻中國地方，夜宿於京都二條的妙覺寺，信長則夜宿於本能寺。京都所司代村井貞勝則夜宿於本能寺前的自邸。
6月2日，日出前，信忠得知明智光秀謀反（本能寺之變）後，前往父親信長所在的本能寺救援，此時與信忠的側近一同進言，應該立即逃亡，不過信忠考慮到明智軍的包圍，提出應該前往貞勝的二條新御所，於是放棄逃亡並移至二條新御所，令誠仁親王逃出，並以寡兵進攻防戰，3度擊退明智軍。此時，在京都的信長、信忠軍和馬廻徐徐前來後，明智軍從近衛前久邸的屋頂向二條新御所發射弓矢、鐵砲，最後信忠自殺。此後，放火並與敵兵戰鬥，最後被同是美濃齋藤氏一族的齋藤利三攻擊，戰死（『信長公記』）。

## 人物、逸話
- 因為信長是齋藤道三的女婿，所以身為道三近親的利治被登用為家臣，並成為加治田城（日语：加治田城）城主，繼承道三死後的齋藤家。另外，根據名字來推測，應是與土岐賴武一同被道三流放的齋藤新五郎的末裔，為了家名存續而成為忠能的養子。有說法指是齋藤利直的兒子、齋藤親賴的末孫、齋藤龍興的權子或弟弟等。另外有說法指是道三的兒子、孫兒、姪兒等，以年代來推算，是道三的末子的說法被視為最有力（『新撰美濃志』、『南北山城記』、『美濃國諸舊記』、『平井家系譜』、『富加町史下卷』）。

- 在年輕時期就於織田家中，以美濃齋藤家繼承人的身份，一生都在信長、信忠的戰陣中渡過，與許多信長的有力武將並肩作戰，東征西伐，參與激烈戰鬥，在成為加治田城城主至本能寺之變為止的15年間，為信長天下統一盡力。（『富加町史』）

- 在平井信正從京都御所逃出避難時，受到利治憐惜，於是被迎至加治田，並允許居住在白華山清水寺（日语：白華山清水寺）口。信正的孫兒在元服時，受利治下賜偏諱「治」字。（『富加町史』）

- 在關加治田合戰中，齋藤軍的長井道利攻至加治田城，佐藤忠能的兒子忠康（信氏）戰死，加治田織田連合軍陷入劣勢。加治田軍的湯淺讃岐第一個持槍向敵軍突擊，其他亦開始反擊。為了賞賜這個功績，利治將自己的偏諱「新」字和刀賜予湯淺（『南北山城軍記』、『富加町史』）。

- 龍福寺（日语：龍福寺）的位牌上寫著「嚴珠院殿天長運大禪定門、天正十年六月二日、於二條城死」。（『富加町史』）

- 本鄉城跡的一角成為利治的菩提寺圓光寺，較遠的山室中學校旁是傳說中治癒利治的女兒蓮與的皮膚病的「的場之清水」（的場の清水）。

- 以利治為中心，有福富秀勝、菅屋長賴、豬子兵助、團忠正等人一同擊殺許多敵軍，在信忠自殺後，說「現在是為誰而惜的性命啊」（今は誰が為に惜しむべき命ぞや），顯示出忠勇。（『富加町史』）

- 在進攻毛利氏而上洛時，信長、信忠擔心利治的病，不允許同行，不過利治假裝已經痊癒，並與妻兒作最後的分別，在夜裡從加治田城出發，經過岐阜城，並向京都前進。（『富加町史』）